# Telescópio espacial MOST
O telescópio espacial MOST foi desenvolvido pelo Canadá para estudar microvariabilidade e as oscilações das estrelas. O acrônimo MOST vem das letras iniciais das palavras da expressão expressão Microvariability and Oscillations of STars. Ele é o primeiro (e único até o momento) telescópio espacial canadense e é também o menor telescópio espacial já produzido.

## Parâmetros da Missão
- Data de lançamento:30 de junho de 2003 14:15 UTC
- Veículo lançador: Rockot
- Local de lançamento: Cosmódromo de Plesetsk, no norte da Rússia
- Perigeu: 819 km
- Apogeu: 832 km
- Inclinação: 98.7°
- Período orbital: 101.4 minutos

## Descrição
Como seu nome sugere, sua missão principal é monitorar variações na luz das estrelas, o qual é feito
através da observação da estrela alvo durante um longo período de tempo (superior a 60 dias). 
Telescópios espaciais maoires não podem manter o foco sobre um único alvo por tão longo tempo
pois isto exige muito de seus recursos.
O telescópio está dentro de um satélite com formato de uma pequena caixa com 65x65 cm de largura e 
altura e 30 cm de profundidade, pesando 60 kg. Isto o coloca na categoria dos 
satélites miniaturizados
ou s.
O projeto MOST foi desenvolvido como um esforço conjunto da Agência Espacial Canadense, 
da Dynacon Enterprises Limited, do Instituto para Estudos Aeroespaciais da Universidade de Toronto
e da University of British Columbia. Os planos da equipe científica do MOST, comandada por 
Jaymie Matthews, é usar as observações do MOST para ajudar
a datar a idade do universo, e para pesquisar por evidênicas de planetas extrasolares.
O instrumento da missão é formado por uma câmera com dois CCDs, alimentada por um telescópio Maksutov
de 15 cm de abertura. Um dos CCDs é usado para fazer medidas da luz das estrelas, enquanto o outro fornece
imagens usadas pelo software de guiagem que, com a ajuda de um conjunto de quatro rodas de reação (similar
a um giroscópio) mantém um apontamento preciso de quase 1 arcseg, o melhor apontamento já feito
por um microsatélite até o presente.

## Curiosidade
A midia canadense se refere ao MOST como humble space telescope, para contrastar com o
Hubble Space Telescope da NASA.